# Герасимова, Ольга Степановна
Ольга Степановна Герасимова, в девичестве — Иванникова (27 июня 1916, село Александровка, Тамбовская губерния — 4 апреля 1993, Липецк) — передовик сельскохозяйственного производства, звеньевая. Герой Социалистического Труда (1948).

## Биография
Родилась 27 июня 1916 года в крестьянской семье в селе Александровка Моршанского уезда (сегодня — Моршанский район) Тамбовской губернии. Окончила начальную школу. Трудовую деятельность начала в колхозе родного села. Работала на торфоразработках в Ленинградской области. С 1937 года работала звеньевой в свекловодческом колхозе «Красноармейский» Эртильского района. В 1947 году звено, которым руководила Ольга Герасимова, получило по 32,36 центнеров ржи с каждого гектара. За высокие достижения в трудовой деятельности была удостоена в 1948 году звания Героя Социалистического Труда. Проработала в колхозе «Красноармейский» 14 лет. В 1951 году переехала в Липецк, где работала разнорабочей в тресте «Липецкстрой» до выхода на пенсию в 1974 году.

## Награды
- Герой Социалистического Труда — указом Президиума Верховного Совета СССР от 18 мая 1948 года
- Орден Ленина (1948)
- Медаль «За доблестный труд в Великой Отечественной войне 1941—1945 гг.»